# أنار (مشكين شهر)
أنار هي قرية في مقاطعة مشكين شهر، إيران. عدد سكان هذه القرية هو 1,786 في سنة 2006.